# Frontera entre Sud-àfrica i Botswana
La frontera entre Sud-àfrica i Botswana és la línia fronterera de 1.969 kilòmetres en sentit Oest-Est, que separa Botswana de Sud-àfrica a l'Àfrica Meridional. Més del 90% de la frontera segueix el curs de rius, principalment els rius Nossob, Molopo, Marico i Limpopo.

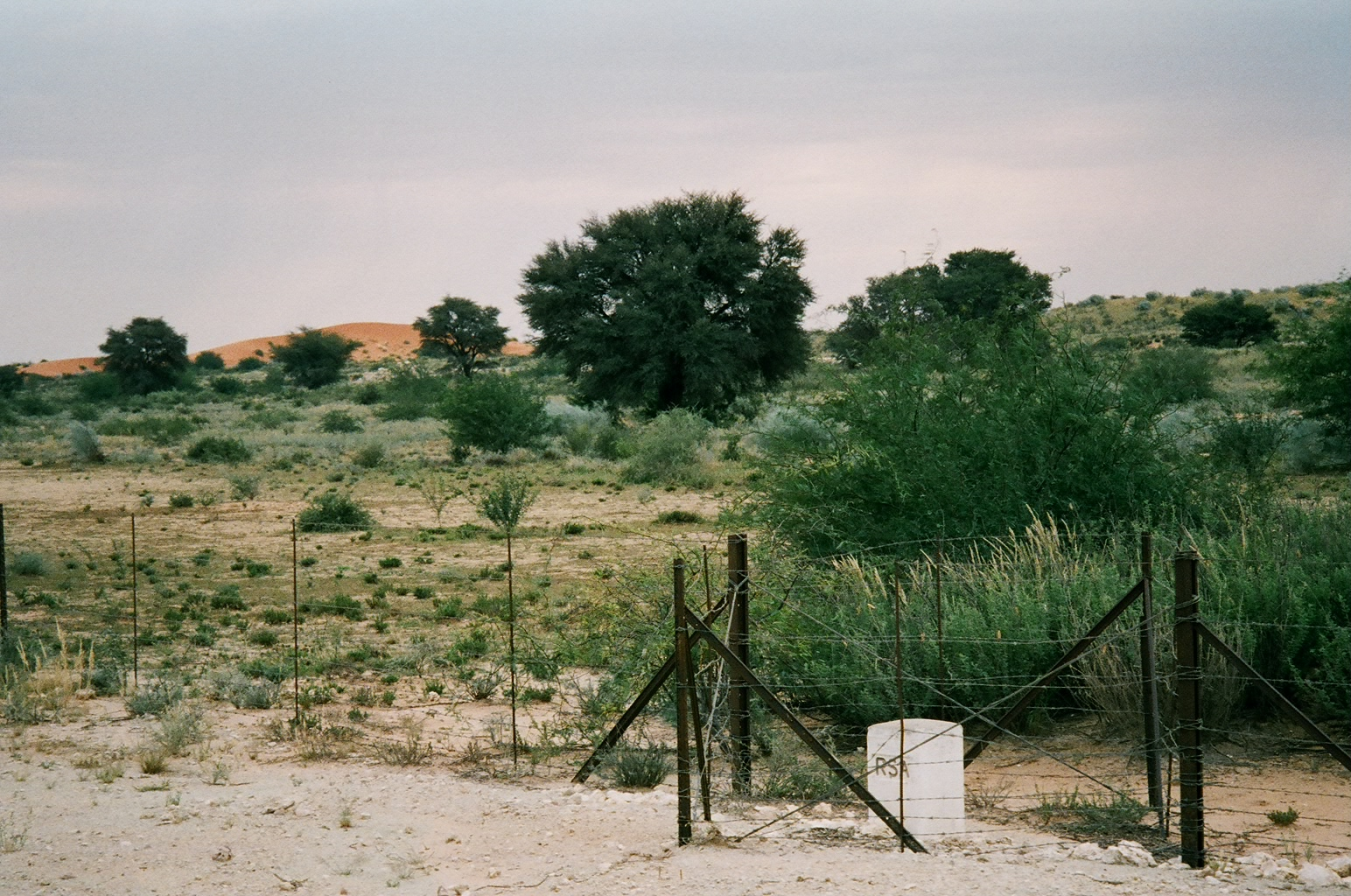
Tanca fronterera en el marge sec del Nossob

## Característiques
La frontera comença al nivell del trifini entre Sud-àfrica-Botswana-Namíbia (24° 45′ 10″ S, 20° 00′ 00″ E / 24.75278°S,20.00000°E). Se situa en el punt on el Meridià 20 a l'est interseca el marge esquerre del riu Nossob, generalment drenat, en el parc transfronterer de Kgalagadi prop d'Union's End. La frontera segueix el cabal del riu Nossob, i a Twee Rivieren talla el parc nacional en dos. Seguint un curs generalment sud-sud-est, i després cap al sud, el riu Nossob s'uneix al riu Molopo, que la frontera segueix cap a l'est-nord-est, formant la frontera pràcticament fins a la seva font, a l'extrem oriental de la conca del desert de Kalahari. Arriba a Ramatlabama Spruit, i des del Spruit fins a la bassa de Ramatlabama.
Des de Ramatlabama la frontera gira cap al nord, i es compon d'una sèrie de línies rectes a través de balises de Matlhase, Sebataole, Schaapkuil i Pytlanganyane a Sengoma en el riu Ngotwane. Després segueix el Ngotwane passat Ramotswa a la seva confluència amb el corrent de Metsemaswaane. La frontera gira cap a l'est al llarg d'una sèrie de línies rectes que uneixen balises a les muntanyes de Moshweu, Wildebeeskop i Sikwane Hills a Derdepoort en el riu Marico. A continuació, segueix el riu Marico passant a 15 km al sud-est de la capital de Botswana, Gaborone, i continua a la confluència amb el riu Crocodile. El Marico i el Cocodrilw s'uneixen per formar el riu Limpopo i la frontera s'estén al llarg del Limpopo fins a la seva confluència amb el riu Shashi (sovint sec), que és el trifini entre els dos països i Zimbàbue (aproximadament 22° 11′ 50″ S, 29° 21′ 40″ E / 22.19722°S,29.36111°E, no delimitada exactament).

## Cruïlles frontereres

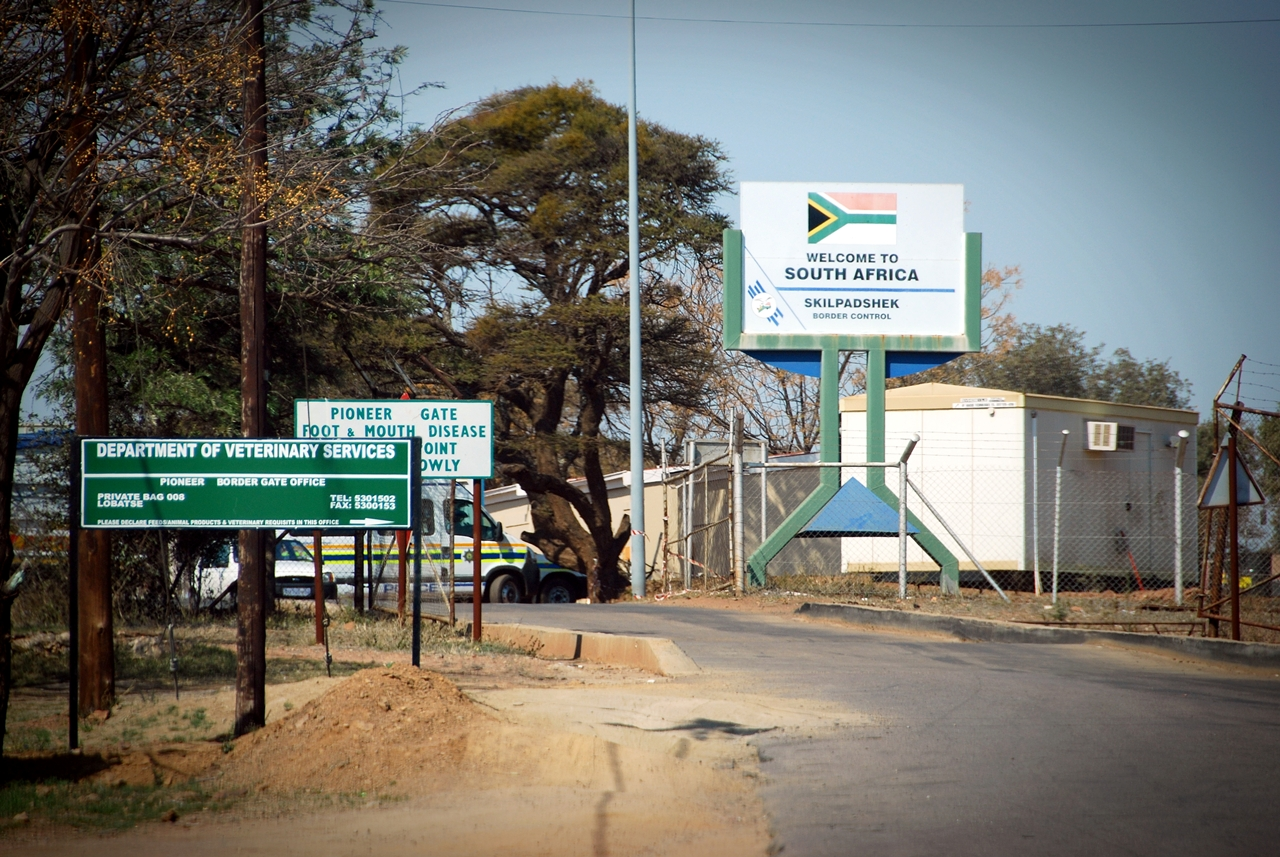
Punt de control Skilpadshek/Pioneer Gate

La frontera té un gran nombre de cruïlles oficials, el més important dels quals és Skilpadshek/Pioneer Gate al Corredor Trans-Kalahari i Ramatlabama per carretera i per ferrocarril des de Mahikeng a Gaborone. Les cruïlles s'enumeren d'oest a est a la taula següent.
| Botswana  | Botswana        | Sud-àfrica | Sud-àfrica      | Horari d'apertura | Notes                                                                             | Coordenades                                        |
| Carretera | Lloc fronterer  | Carretera  | Lloc fronterer  | Horari d'apertura | Notes                                                                             | Coordenades                                        |
| --------- | --------------- | ---------- | --------------- | ----------------- | --------------------------------------------------------------------------------- | -------------------------------------------------- |
|           | Twee Rivieren   | R360       | Twee Rivieren   | 07:30–16:00       | Creua pel Parc transfronterer de Kgalagadi; només ús turístic.                    | 26° 28′ 12″ S, 20° 36′ 56″ E / 26.4701°S,20.6156°E |
|           | Middlepits      |            | Middelputs      | 07:30–16:00       |                                                                                   | 26° 40′ 14″ S, 21° 52′ 57″ E / 26.6705°S,21.8826°E |
| B210      | McCarthy's Rest | R380       | McCarthy's Rest | 06:00–18:00       |                                                                                   | 26° 12′ 05″ S, 22° 34′ 04″ E / 26.2015°S,22.5679°E |
| A20       | Makopong        | R375       | Makopong        | 08:00–16:00       |                                                                                   | 25° 21′ 55″ S, 22° 58′ 29″ E / 25.3653°S,22.9747°E |
|           | Bray            | R375       | Bray            | 07:00–16:00       |                                                                                   | 25° 27′ 24″ S, 23° 42′ 51″ E / 25.4566°S,23.7141°E |
| A1        | Ramatlabama     | N18        | Ramatlabama     | 06:00–22:00       | La línia principal dels Ferrocarrils de Botswana també travessa la frontera aquí. | 25° 38′ 31″ S, 25° 34′ 27″ E / 25.6419°S,25.5742°E |
| A2        | Pioneer Gate    | N4         | Skilpadshek     | 06:00–00:00       | Corredor Trans-Kalahari                                                           | 25° 16′ 32″ S, 25° 42′ 50″ E / 25.2756°S,25.7138°E |
| A11       | Ramotswa        |            | Swartkopfontein | 06:00–22:00       |                                                                                   | 24° 52′ 21″ S, 25° 52′ 57″ E / 24.8725°S,25.8826°E |
| A12       | Tlokweng        | R47        | Kopfontein      | 06:00–24:00       |                                                                                   | 24° 42′ 23″ S, 26° 05′ 38″ E / 24.7064°S,26.0939°E |
|           | Sikwane         |            | Derdepoort      | 06:00–19:00       |                                                                                   | 24° 38′ 33″ S, 26° 24′ 13″ E / 24.6426°S,26.4035°E |
| B145      | Parr's Halt     | R572       | Stockpoort      | 05:00–18:00       |                                                                                   | 23° 24′ 10″ S, 27° 21′ 24″ E / 23.4027°S,27.3567°E |
| B140      | Martin's Drift  | N11        | Groblersbrug    | 06:00–22:00       |                                                                                   | 22° 59′ 53″ S, 27° 56′ 31″ E / 22.9981°S,27.9419°E |
|           | Zanzibar        | R561       | Zanzibar        | 08:00–16:00       | Temp. tancat – Impassable quan s'inunda el Limpopo.                               | 22° 34′ 19″ S, 28° 27′ 59″ E / 22.5719°S,28.4663°E |
|           | Platjan         |            | Platjan         | 08:00–16:00       | Impassable quan s'inunda el Limpopo.                                              | 22° 29′ 08″ S, 28° 50′ 01″ E / 22.4855°S,28.8337°E |
|           | Pontdrif        | R521       | Pontdrif        | 08:00–16:00       | Impassable als vehicles quan s'inunda el Limpopo; un telefèric porta vianants.    | 22° 12′ 53″ S, 29° 08′ 18″ E / 22.2148°S,29.1382°E |

## Història

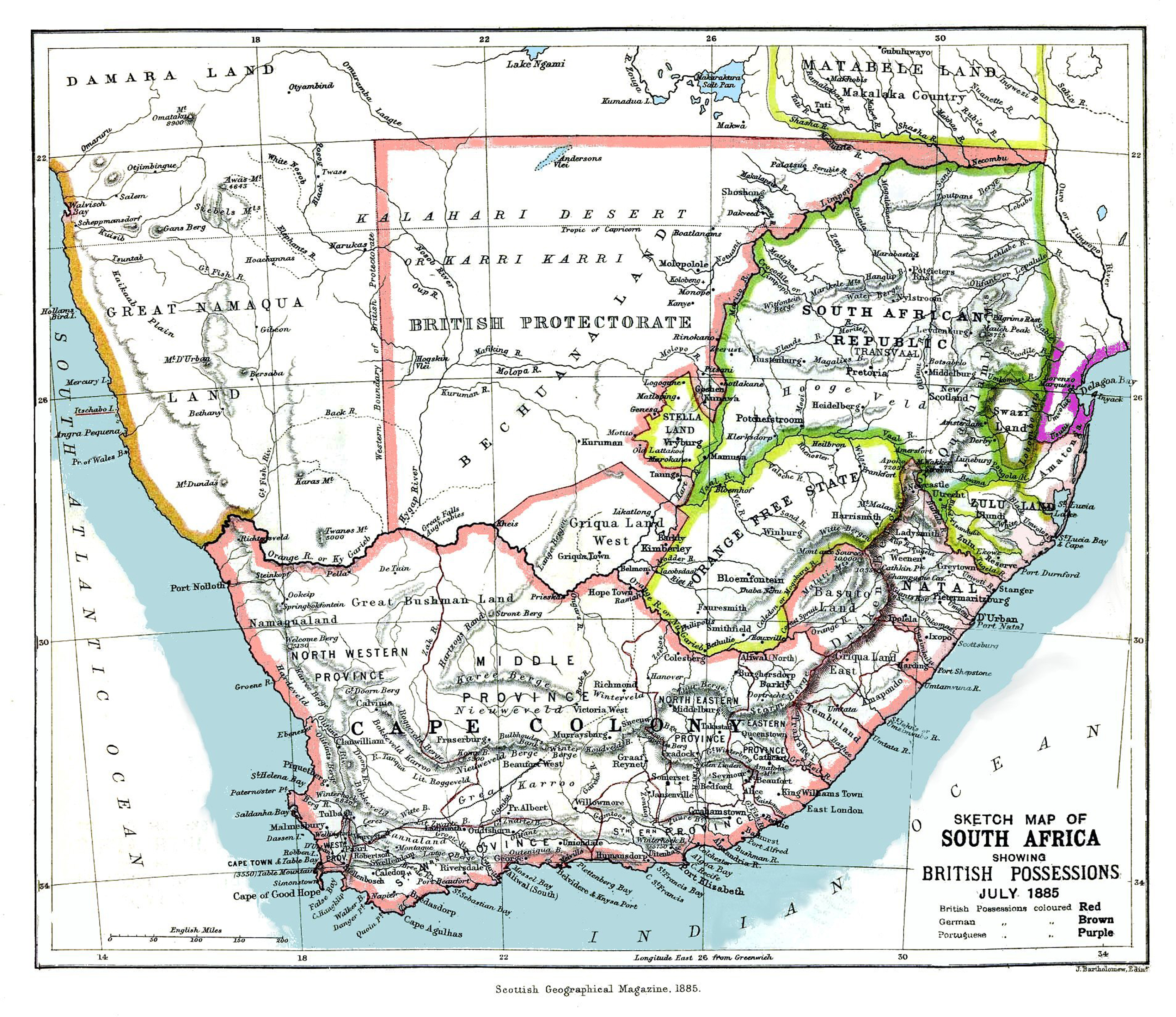
Àfrica meridional en 1885

L'espai situat entre el riu Vaal i Limpopo era la destinació principal del Gran Trek dels bòers que marxaren de la Colònia del Cap durant la dècada de 1830. El gener de 1837 un exèrcit de boers i griques derrotaren els ndebeles liderats per Mzilikazi al nord del Limpopo. Malgrat algunes incursions dels bòers en els anys següents,ele Transvaal en curs de formació no assolí conquestes més al nord i la frontera nord del que aviat serà la República del Transvaal s'estabilitzà em 1852, i es va signar un tractat entre els bòers i Mzilikazi.
Més cap a l'oest, el descobriment de diamants a Kimberley al final de 1860 accelera l'expansió anglesa al nord. La Griqualàndia Occidental, que cobejaven les repúbliques bòers del Transvaal i l'Estat Lliure d'Orange, va quedar sota protectorat britànic en 1871, es va convertir en una colònia en 1873 i annexat a la Colònia del Cap en 1880. Immediatament al nord, les tribus tsuana poc unificades poblaven la perifèria sud del Kalahari cauen a poc a poc sota la influència de la Colònia del Cap. Gràcies al debilitament relatiu dels anglesos després de la Primera Guerra Bòer, els bòers va fundar la República de Stellaland en 1882 en el territori tsuana. Després que els alemanys s'instal·lessin a l'Àfrica del Sud-oest en 1884 i la crida del rei tsuana Khama III, els anglesos proclamaren Protectorat de Betxuanalàndia el 31 de març de 1885 i conqueriren Stellaland que concediren a Betxuanalàndia l'agost del mateix any.
El protectorat és dividit ràpidament en dues parts pel riu Molopo: la part sud es converteix en la colònia reial de Betxuanalàndia i el nord continua sent un protectorat. El 1891, la frontera amb l'Àfrica Sud-occidental Alemanya està situada al llarg del Meridià 20 a l'est., la banda de terra situada a l'oest dels rius Nossob i Molopo són transferits a la colònia de Betxuanalàndia. La frontera arriba al seu curs actual, però ambdues parts experimentaran canvis importants en el règim polític. Al Sud, la colònia de Betxuanalàndia està integrada en 1895 a la Colònia del Cap. La Segona Guerra Bòer va posr fi a les repúbliques bòers independents i va dur a terme (1910) el naixement de la Unió Sud-africana, des de 1961 república de Sud-àfrica. Al nord, Betxuanalàndia restà un protectorat fins 1966, encara que s'administrava des de Mafikeng, capital situada a l'altre costat de la frontera. Botswana esdevingué independent el 30 de setembre de 1966 amb Gaborone com la seva nova capital, aquesta vegada situada dins del seu territori.
L'existència del bantustan « independent » de Bophuthatswana entre 1977 i 1994, creat pel règim sud-africà, només cap impacte en uns 250 km de frontera entre Botswana i aquesta entitat, que no està reconeguda per les Nacions Unides.